# Halina Marszał-Sroczyńska
Halina Marszał-Sroczyńska (ur. 27 stycznia 1947 w Opatówku) – lekarz, działacz społeczny, Wicekanclerz Międzynarodowej Kapituły Orderu Uśmiechu.
Ukończyła studia na Wydziale Stomatologii Akademii Medycznej w Poznaniu w 1972. Razem z mężem Zenonem Sroczyńskim ufundowała w 1999 Fundację Haliny Sroczyńskiej z/s w Opatówku, której celem jest: pomoc dzieciom i młodzieży, podopiecznym różnych placówek oraz osobom prywatnym znajdującym się w trudnej sytuacji życiowej oraz ofiarom wypadków komunikacyjnych. Z pomocy Haliny Sroczyńskiej skorzystało kilka tysięcy dzieci.
Strategicznym sponsorem fundacji było Przedsiębiorstwo Produkcyjne HELLENA, obecnie środki pochodzą z zasobów prywatnych fundatorki.
3 czerwca 1997 roku na wniosek dzieci z Domu Dziecka w Liskowie została Kawalerem Orderu Uśmiechu otrzymując legitymację z numerem 514; w 2000 roku została członkiem Międzynarodowej Kapituły Orderu Uśmiechu, w 2005 członkiem jej Zarządu, zaś od 19 stycznia 2007 roku pełni funkcję Wicekanclerza.
Propagatorka honorowego krwiodawstwa, za co otrzymała szereg nagród i wyróżnień.
W uznaniu zasług na rzecz dzieci otrzymała m.in. tytuł „Zasłużony dla miasta Kalisza”, „Zasłużony dla miasta Ostrowa”, Złoty Krzyż Zasługi, Kaliszanin Roku 1999, Wielkopolanin Roku 2000, Medal Komisji Edukacji Narodowej, Medal im. dr. Henryka Jordana, statuetkę TVP „Zwyczajni-Niezwyczajni”, Medal „Serce za serce” oraz tytuł „Przyjaciel SERCA”.
Zamężna, dwoje dzieci: Magdalena (1972), Przemysław (1978).